# Lilija Wasilczenko
Lilija Afanasjewna Wasilczenko, po mężu Riabowa (ros. Лилия Афанасьевна Васильченко, po mężu Рябова, ur. 8 czerwca 1962 r. w Nowosybirsku, zm. 19 grudnia 2011 tamże) – radziecka biegaczka narciarska, złota medalistka mistrzostw świata.

## Kariera
W 1984 roku wzięła udział w igrzyskach olimpijskich w Sarajewie. W swoim jedynym starcie, w biegu na 5 km techniką klasyczną zajęła 17. miejsce. Były to jej pierwsze i ostatnie igrzyska w karierze.
W 1985 roku wystartowała na mistrzostwach świata w Seefeld in Tirol. Osiągnęła tam największy sukces w swojej karierze wspólnie z Tamarą Tichonową, Raisą Smietaniną i Anfisą Romanową zdobywając złoty medal w sztafecie 4 × 5 km. W indywidualnych startach zajęła 11. miejsce w biegu na 10 km techniką dowolną oraz 8. miejsce w biegu na 20 km techniką klasyczną. Na kolejnych mistrzostwach świata już nie startowała.
Podczas mistrzostw świata juniorów w Schonach w 1981 roku zajęła trzecie miejsce w sztafecie, a w biegu na 5 km była siódma.
Najlepsze wyniki w Pucharze Świata osiągnęła w sezonie 1984/1985, kiedy w klasyfikacji generalnej zajęła 15. miejsce. Tylko raz stanęła na podium zawodów Pucharu Świata zajmując trzecie miejsce. W 1986 roku zakończyła karierę.

## Osiągnięcia

### Igrzyska olimpijskie
| Miejsce | Dzień     | Rok  | Miejscowość | Konkurencja            | Czas biegu | Strata  | Zwyciężczyni          |
| ------- | --------- | ---- | ----------- | ---------------------- | ---------- | ------- | --------------------- |
| 17.     | 12 lutego | 1984 | Sarajewo    | 5 km stylem klasycznym | 17:04,0    | +1:03,6 | Marja-Lisa Hämälainen |

### Mistrzostwa świata
| Miejsce | Dzień       | Rok  | Miejscowość      | Konkurencja             | Czas biegu | Strata  | Zwyciężczyni            |
| ------- | ----------- | ---- | ---------------- | ----------------------- | ---------- | ------- | ----------------------- |
| 11.     | 19 stycznia | 1985 | Seefeld in Tirol | 10 km stylem dowolnym   | 30:54,8    | ?       | Anette Bøe              |
| 1.      | 23 stycznia | 1985 | Seefeld in Tirol | Sztafeta 4 × 5 km       | 1:04:50,1  | -       | -                       |
| 8.      | 26 stycznia | 1985 | Seefeld in Tirol | 20 km stylem klasycznym | 59:19,1    | +1:51,1 | Grete Ingeborg Nykkelmo |

### Mistrzostwa świata juniorów
| Miejsce | Dzień | Rok  | Miejscowość | Konkurencja            | Wynik    | Strata   | Zwyciężczyni |
| ------- | ----- | ---- | ----------- | ---------------------- | -------- | -------- | ------------ |
| 7.      | luty  | 1981 | Schonach    | 5 km stylem klasycznym | 17:27,88 | +23,19   | Anne Jahren  |
| 3.      | luty  | 1981 | Schonach    | Sztafeta 3 × 5 km      | 52:12,54 | +1:42,40 | Norwegia     |

### Puchar Świata

#### Miejsca w klasyfikacji generalnej
- sezon 1981/1982: 52.
- sezon 1982/1983: 42.
- sezon 1983/1984: 57.
- sezon 1984/1985: 15.

#### Miejsca na podium
| Nr | Dzień      | Rok  | Miejscowość | Konkurencja            | Czas biegu | Strata | Miejsce | Zwycięzca      |
| -- | ---------- | ---- | ----------- | ---------------------- | ---------- | ------ | ------- | -------------- |
| 1. | 13 grudnia | 1984 | Val di Sole | 5 km stylem klasycznym | ?          | ?      | 3       | Brit Pettersen |